# Rhode Island
Rhode Island (anglická výslovnost  [roʊd ˈaɪlənd]IPA) je stát nacházející se na východním pobřeží Spojených států amerických, v oblasti Nové Anglie severovýchodního regionu USA. Rhode Island hraničí na západě s Connecticutem a na severu a východě s Massachusetts. Jižní ohraničení státu tvoří Atlantský oceán. Ve státě Rhode Island sídlí Brownova univerzita.
Anglickou kolonii Providence Plantations (jejíž jméno bylo součástí oficiálního jména státu do roku 2020) v místě dnešního města Providence založil v roce 1636 teolog a kazatel Roger Williams, který byl vypovězen ze sousední massachusettské kolonie kvůli náboženským sporům. Součástí nové kolonie se následně stal i ostrov, v té době označovaný jako Rhode Island, dnes obecně známý jako Aquidneck Island. Provincie se roku 1776 stala jedním z původních třinácti zakládajících států USA. Rhode Island jako třináctý a poslední stát v pořadí ratifikoval Ústavu Spojených států amerických, k čemuž došlo 29. května 1790.

## Historie

Geografická mapa Rhode Islandu

Založen jako britská kolonie Rogerem Williamsem, který původně působil jako duchovní v Massachusetts, měl spory s tehdejšími duchovními a politiky, protože usiloval o odtržení církve od státu a o její očistu, za což mu hrozilo vypovězení do Anglie. S pomocí Indiánů odešel do divočiny a v roce 1636 od nich koupil půdu, kde založil samostatnou britskou kolonii, později spoluzakládající stát USA Rhode Island.
Williams založil také Providence, první stálou osadu Rhode Islandu a nynější hlavní město státu.
Rhode Island je první stát, kde byla uzákoněna náboženská svoboda. Do státu proto proudili lidé, kteří zastávali názor, že stát nemá právo vměšovat se do jejich náboženských hodnot.

## Geografie
Se svou rozlohou 4 001 km² je Rhode Island nejmenším státem USA, v počtu obyvatel (1,1 milionu) je 43. nejlidnatějším státem, s hodnotou hustoty zalidnění 391 obyvatel na km² je však na druhém místě. Hlavním a největším městem je Providence se 180 tisíci obyvateli. Dalšími největšími městy jsou Warwick s 80 tisíci obyvateli, Cranston (80 tisíc obyv.) a Pawtucket (70 tisíc obyv.). Rhode Islandu patří 64 km pobřeží Atlantského oceánu, v zálivu Narragansett se, mimo jiných, nachází největší ostrov státu Aquidneck Island; Asi 20 km jižně od pobřeží leží ostrov Block Island. Nejvyšším bodem státu je vrchol Jerimoth Hill s nadmořskou výškou 247 m. Největšími toky je řeka Pawcatuck, která tvoří hranici se státem Connecticut, a přílivová řeka Providence.

## Demografie
Podle sčítání lidu z roku 2010 zde žilo 1 052 567 obyvatel.

### Rasové složení
- 81,4 % Bílí Američané
- 05,7 % Afroameričané
- 00,6 % Američtí indiáni
- 02,9 % Asijští Američané
- 00,1 % Pacifičtí ostrované
- 06,0 % Jiná rasa
- 03,3 % Dvě nebo více ras

Obyvatelé hispánského nebo latinskoamerického původu, bez ohledu na rasu, tvořili 12,4% populace.

### Náboženství
- křesťané – 87,5 %
  - římští katolíci – 63,6 %
  - protestanti – 21,6 %
    - episkopální církve – 8,1 %
    - baptisté – 6,3 %
    - Evangelikálové – 4 %
    - jiní – 3,2 %

  - jiní křesťané – 2,3 %
- židé – 1,4 %
- muslimové – 1,2 %
- jiná náboženství – 1,9 %
- bez vyznání – 6 %